# Centre médical Saint-Joseph (Sudbury)
Pour les articles homonymes, voir Centre médical Saint-Joseph.
L'hôpital général du Cœur Immaculé de Marie de Sudbury est situé sur la rue de Paris. Il a ouvert ses portes en 1950 (plus récemment appelé Centre de santé Saint-Joseph) en tant que premier hôpital anglophone du nord de l'Ontario, au Canada.
Le bâtiment peut être reconnu pour avoir une façade en brique avec un système de grille de poutres en acier se faisant passer pour le squelette, lors de l'inspection. Sur le plan architectural, il s'agit d'une structure simple et on peut en conclure qu'en raison du manque de fonds et de l'urgence, le modèle le plus rapide et le moins cher a été conçu.

## Histoire

### Fondation
En 1944, les Sœurs de Saint-Joseph de Sault-Sainte-Marie entreprirent et financèrent la construction d'un nouvel hôpital dans le Grand Sudbury, après qu'un groupe de médecins l'ai demandé. Sept acres de terrain furent achetés dans la rue Paris de M. et Mme Stafford en utilisant le financement propre des Sœurs. Les sœurs hypothéquèrent leurs maisons familiales pour garantir le prêt pour la construction de cet établissement.

### Construction
Le budget de construction ne fut pas couvert par un financement gouvernemental ou des revenus de fonctionnement, et la construction de l'hôpital général de Sudbury fut achevée en 1950 pour un coût de 3,1 millions de dollars. Inco contribua 125 000 $ à l'hôpital qui comptait initialement 200 lits.
Des ajouts sont progressivement apportés au bâtiment et, en 1954, 100 lits supplémentaires sont ajoutés à une nouvelle aile de traitement.
En 1960, l'hôpital comptait 326 lits, bien qu'il n'ait été conçu que pour accueillir 190 lits.
L'ouverture officielle d'un héliport a lieu le 16 octobre 1986.

### Installations
L'hôpital général de Sudbury est devenu le centre de référence régional pour les soins de traumatologie et les services chirurgicaux. Un centre de traitement pour enfants infirmes a ouvert ses portes en 1962, suivi de divers autres départements, dont un département de médecine nucléaire et une bibliothèque médicale (1964), une unité de soins intensifs (USI), un centre antipoison et de services bénévoles (1967), des installations de neurochirurgie (1970) et un département de Pastorale (1972).
Une nouvelle aile fut construite avec de nouvelles salles d'accouchement, des blocs opératoires, des installations de soins intensifs, d'urgence majeure, de radiologie et de laboratoire et une unité ophtalmologique, oto-rhino-laryngologique.
L'hôpital a obtenu un scanner CAT en 1980 et l'hôpital pouvait accueillir 375 patients à l'époque.

### Vie de l'hôpital
De nombreuses familles ont partagé leurs souvenirs du bâtiment dans la fonctionnalité « Memory Lane » (Ligne de mémoire) hébergée par le site sudbury.com, car la structure demeure publique.
Ann Link écrit sur trois générations de sa famille nées à l'hôpital et sur leurs expériences et leur attachement sentimental au bâtiment.
Ginette Tobodo, usagère des services, déclare: «Ils avaient l'habitude de faire ce truc cool. Sur les murs, ils peignaient certaines couleurs - une couleur pour le laboratoire, une autre couleur pour le service cardiaque, etc., et vous suiviez simplement la couleur jusqu'à l'endroit où vous deviez aller. C'était facile de trouver son chemin.»

## Fin de l'hôpital Saint-Joseph
En 1973, des décès ont commencé à se produire dans la nouvelle aile A, soupçonnés d'avoir été causés par une confusion entre les tuyaux d'oxyde nitreux et d'oxygène.
Après qu'un incendie se soit déclaré dans une salle de stockage en 1989, d'importants dégâts étaient notables dans le bâtiment.
En 1998, la construction du nouvel hôpital régional de Sudbury a commencé sur le site des Laurentides. L'hôpital général de Sudbury cessa ses activités le 29 mars 2010.

### Abandon
Les Sœurs ont payé une étude pour voir si le bâtiment pouvait être réutilisé comme établissement de soins de longue durée au lieu d'être démoli, mais il fut évalué que les rénovations pour mettre le bâtiment aux normes étaient trop coûteuses. Les offres de reprise-démolition furent toutes refusées.
En mai 2010, la propriété fut vendue à Panoramic Properties qui prévoyait de réutiliser le bâtiment en tant qu'immeuble résidentiel.

## Réaffectation
Un livre publié par Mark Leslie intitulé Spooky Sudbury affirmait que l'hôpital était hanté, ce qui faisait craindre à certains une activité paranormale sur le site. Cela rendit inutiles les projets de transformation de la structure en immeuble résidentiel, car il serait difficile de gagner des clients pour ces unités. L'entreprise a toutefois déclaré qu'elle avait «décidé de faire une pause et de se regrouper» à l'époque afin de pouvoir «poursuivre le projet de condominiums à un moment donné dans un proche avenir».

### La plus grande fresque murale du Canada
Le muraliste RISK fut chargé en 2019 de peindre la façade du bâtiment abandonné Saint-Joseph dans le cadre du festival Up Here qui a eu lieu à Sudbury. La murale de plus de 7 400 pieds carrés a été commandée par Panoramic Properties pour le festival annuel d'art et de musique urbains. Trois ascenseurs fournis par Equipment World ont été utilisés pour traverser la structure. 3 255 litres de peinture ont été fournis à un prix réduit et une grue a été amenée pour atteindre les zones difficiles d'accès. L'héliport et certaines parties de l'arrière du bâtiment sont entourés d'un terrain accidenté et restent non peints car il était trop difficile de s'y déplacer. Après de nombreux vols et déboires, la murale a été achevée le 26 août 2019, ce qui en fait la plus grande murale du Canada.